# Světlá nad Sázavou
Světlá nad Sázavou é uma cidade checa localizada na região de Vysočina, distrito de Havlíčkův Brod.